# دوارواتی
دوارواتی (تای: ทวารวดี)، یک پادشاهی سیاسی قرون وسطایی مردم مون از قرن ششم تا قرن یازدهم بود که در منطقه ای که اکنون به نام تایلند مرکزی شناخته می‌شود، قرار داشت.